# Feleknas Uca
Feleknas Uca (Celle, Alemanya, 17 de setembre de 1976) és una política iazidita. De 1999 a 2009, va ser eurodiputada per L'Esquerra en representació d'Alemanya. Feleknas Uca va ser, de fet, l'única parlamentària iazidita del món fins a les eleccions iraquianes de 2005. El juny de 2015 va ser elegida diputada a la Gran Assemblea Nacional de Turquia per la circumscripció de Diyarbakır.

## Biografia
Feleknas Uca va néixer a Celle (Baixa Saxònia) en el si d'una família iazidita immigrant originària de Turquia. Va estudiar a l'escola de Celle abans de convertir-se en assistent de metge. Feleknas Uca va viure a Celle fins al juliol de 2014, quan es va traslladar a la ciutat turca de Diyarbakır.

### Parlament Europeu
El 1999, amb 22 anys, va ser escollida eurodiputada de Die Linkspartei en el cinquè Parlament Europeu (1999-2004). Va ser membre de les comissions parlamentàries de Cultura, Educació i Mitjans de Comunicació i Igualtat d'Oportunitats. Va mantenir estrets vincles amb grups prokurds a Turquia. Va ser membre de la comissió parlamentària mixta UE-Turquia.
El 2004 Uca va caure fins al setè lloc en la llista de Die Linkspartei per a les eleccions europees. No obstant això, el partit va experimentar un lleuger augment del percentatge de vots i de nou va poder entrar a l'Eurocambra. Durant el seu període al Parlament Europeu, va causar controvèrsia a Turquia per les seves postures prokurdes. El 2005, el Partit Democràtic Popular kurd va ser investigat per la policia turca a causa d'un discurs d'Uca en kurd en què va demanar disminuir el llindar electoral del 10%, declarar una amnistia general i suspendre totes les accions militars.
Uca va abandonar el Parlament Europeu el 2009. El 2012 va ser detinguda a l'Aeroport Internacional Atatürk per dur una gran quantitat de vitamines B-1, suposadament destinada a presos kurds. Per aquest motiu, va ser deportada a Alemanya.

### Turquia
El juliol de 2014 Uca es va establir a Diyarbakır, la ciutat kurda més gran de Turquia. El 7 d'abril de 2015 Uca va ser nomenada candidata iazidita del Partit Democràtic Popular per les eleccions legislatives del juny de 2015. La Junta Electoral Central de Turquia va anunciar que havia estat escollida a la Gran Assemblea Nacional de Turquia. La premsa turca va destacar que era la primera parlamentària iazidita, juntament amb Ali Atalan.